# Machaeropteris petalacma
Machaeropteris petalacma är en fjärilsart som beskrevs av Edward Meyrick 1932. Machaeropteris petalacma ingår i släktet Machaeropteris och familjen äkta malar.
Artens utbredningsområde är Taiwan. Inga underarter finns listade i Catalogue of Life.